# Drahouš
Drahouš là một làng thuộc huyện Rakovník, vùng Středočeský, Cộng hòa Séc.